# Asclepias rusbyi
Asclepias rusbyi är en oleanderväxtart som först beskrevs av Anna Murray Vail, och fick sitt nu gällande namn av R. E. Woodson. Asclepias rusbyi ingår i släktet sidenörter, och familjen oleanderväxter. Inga underarter finns listade i Catalogue of Life.